# Скулте, Адольф Петрович
Адольф Петрович Ску́лте (латыш. Ādolfs Skulte; 1909—2000) — латышский, советский композитор, педагог. Народный артист СССР (1979). Лауреат двух Сталинских премий второй степени (1950, 1951). Младший брат композитора Бруно Скулте (1905—1976).

## Биография
Родился 15 (28) октября 1909 года в Киеве. В семье, где было пятеро братьев, всегда звучала музыка: отец латышского происхождения, мастер-строитель Петер Скулте (1875—1967), играл на нескольких музыкальных инструментах; а мать, Виктория, урождённая Риколатти (Риццолатти), итальянка по происхождению, музицировала на фортепиано (дед по матери — итальянский скульптор Пьетро Риколати). Родители помогли ему освоить основы музыки, и уже в возрасте 9 лет он написал свои первые композиции.
После окончания Гражданской войны в 1922 году семья переехала в Ригу. Учился в 1-й рижской гимназии, которую окончил в 1928 году и поступил на инженерный факультет Латвийского университета. В 1930 году он одновременно начал учиться искусству композиции в Латвийской консерватории и в 1931 году прекратил обучение в университете, не пройдя полного курса. Класс практической композиции Я. Витолса консерватории он окончил в 1934 году. Его дипломной работой была фортепьянная соната. Ещё обучаясь в консерватории, в 1933 году он руководил смешанным хором преподавателей и учащихся народного университета в Балви.
Первой работой, благодаря которой имя композитора стало известным, была симфоническая поэма «Волны» (1934). В конкурсе, который организовало Латвийское радио, за это сочинение получил премию.
В 1934—1936 годах совершенствовался в консерватории, в классе мастерства, опять у Я. Витолса и в 1936 году был приглашён на должность ассистента факультета композиции Латвийской консерватории. С того времени началась его педагогическая карьера, преподавал композицию и теоретические дисциплины — с 1939 года — доцент. Во время немецкой оккупации вёл курс инструментовки. В 1944 году его родители и братья бежали в Германию, а Адольфс Скулте и его семья остались в Латвии. Долгое время (1948—1955, 1957—1972) возглавлял отделение композиции консерватории; с 1952 года — профессор. В 1952—1956 годах — председатель правления Союза композиторов Латвийской ССР. Член Союза кинематографистов Латвийской ССР.
Среди его учеников композиторы Р. Калсонс, А. Гринупс, Э. Голдштейнс, Р. Гринблатс, И. Калныньш, А. Калейс, И. Земзарис, М. Браунс.
Автор преимущественно крупных симфонических и музыкально-сценических произведений. В его музыке присутствует особый ритм, свойственный латышскому музыкальному фольклору.
Был депутатом Верховного Совета Латвийской ССР 5-го созыва.
Умер 20 марта 2000 года в Университетской клинической больнице им. П. Страдыня в Риге. Похоронен на Лесном кладбище.
Был женат с 1937 года и имел сына: Гвидо Скулте (1939—2013), кинооператор

## Награды и звания
- Заслуженный деятель искусств Латвийской ССР (1955)
- Народный артист Латвийской ССР (1965)
- Народный артист СССР (1979)
- Сталинская премия второй степени (1950) — за музыку к кинокартине «Райнис» (1949)
- Сталинская премия второй степени (1951) — за балет «Сакта свободы» (1950)
- Государственная премия Латвийской ССР (1976)
- Орден Трудового Красного Знамени (1956)
- Командор ордена Трёх звёзд (1995)
- Большая музыкальная награда Латвии (1999)

## Основные сочинения
- оперы:
  - «Будильник калифа» (не поставлена)
  - «Принцесса Гундега» (no пьесе А. Бригадере, 1971)
  - «Ежовая шубка» (детская, по сказке B. Плудониса, 1979)
  - маленькая опера «Сказка о глупом мышонке» (детская, по одноимённой сказке C. Маршака, 1984)
- балеты:
  - «Сакта свободы» (по мотивам драмы «Играл я, плясал» Я. Райниса, 1951)
  - «Гроза весной» (1967)
- для солистов, хора и симфонического оркестра:
  - оратория «Вытри слёзы, Родина-мать» (сл. П. Юрциньша, 1975)
  - кантаты: «Рига» (посвящена 750-летию города Риги, сл. Л. Пельманиса, 1951), «Партия у нас одна» (сл. А. Элксне, 1961), «Эхо» (сл. З. Пурвса, 1969)
- для симфонического оркестра — 9 симфоний: 1-я «За мир» (1954), 2-я «Ave sol!» (для хора, оркестра и солистов), по поэме Я. Райниса (1959), 3-я «Космическая» (1963), 4-я «Молодёжная» (1965), 5-я (1974), 6-я (1977), 7-я «Сохранить природу!» (1981), 8-я (1984), 9-я (1987)
- симфонические поэмы: «Волны» (1934), «Рассвет» (1938), «Хореографическая поэма» (1957), Увертюра (1987), и сюиты: из музыки к кинофильму «Райнис» (1949), из музыки к пьесе-сказке А. Бригадере «Принцесса Гундега и король Брусубарда» (1947)
- для струнного оркестра — «Поэма» (1987)
- для духового оркестра — «Музыкальный момент» (1973)
- струнный квартет (1935)
- для фортепиано, в том числе Соната (1934), цикл «Настроения», пьесы
- для голоса и фортепиано — романсы на слова латышских поэтов
- хоровая поэма «К морю» (сл. З. Пурвса, 1971)
- хоровые песни a cappella — «Леса шумят» (сл. Л. Вацземниекса, 1964), «Половодье» (сл. И. Аузиньша, 1968), «Как дети спят» (сл. М. Чаклайса, 1968), «Тихо слушаю» (сл. Я. Райниса)
- музыка к драматическим спектаклям, в том числе «Принцесса Гундега» А. Бригадере (Рижский ТЮЗ, 1948), кинофильмам и др.

## Композиторская фильмография
- 1941 — Каугурское восстание
- 1949 — Райнис
- 1950 — Советская Латвия
- 1951 — Кемери (документальный)
- 1957 — Рита
- 1958 — Повесть о латышском стрелке (совм. с В. Блумбергсом)
- 1960 — Твоё счастье
- 1970 — Насыпь
- 1971 — Тростниковый лес